# Giá điện
Giá điện có thể khác nhau tùy theo quốc gia hoặc theo địa phương trong một quốc gia. Giá điện phụ thuộc vào nhiều yếu tố, chẳng hạn như giá phát điện, trợ cấp hoặc thuế của chính phủ, mô hình thời tiết địa phương, cơ sở hạ tầng truyền tải và phân phối, và quy định công nghiệp nhiều tầng. Giá cả hoặc thuế quan cũng có thể khác nhau tùy thuộc vào cơ sở khách hàng, thường là bởi các kết nối dân cư, thương mại và công nghiệp.
Theo Cơ quan Thông tin Năng lượng của Hoa Kỳ (EIA), "Giá điện thường phản ánh chi phí xây dựng, tài chính, bảo trì và vận hành các nhà máy điện và lưới điện." Trong đó dự báo giá là phương pháp mà một nhà máy phát điện, một công ty tiện ích hoặc một người tiêu dùng công nghiệp lớn có thể dự đoán giá bán buôn điện với độ chính xác hợp lý. Do sự phức tạp của việc phát điện, chi phí để cung cấp điện thay đổi theo từng phút.
Một số công ty tiện ích là các tổ chức vì lợi nhuận và giá của chúng bao gồm lợi nhuận tài chính cho chủ sở hữu và nhà đầu tư. Các công ty tiện ích này có thể thực thi quyền lực chính trị của mình trong các chế độ pháp lý và quy định hiện hành để đảm bảo lợi nhuận tài chính và giảm cạnh tranh từ các nguồn khác như phát điện phân tán.